# Aeroportul Wannukandi
Aeroportul Wannukandi (IATA: NBL, ICAO: MPWN) este un aeroport din Panama.
Situat la o altitudine de 2 m, aeroportul dispune de o singură pistă.